# Microclanis
Microclanis é um gênero de mariposa pertencente à família Bombycidae.